# عزرا كورين

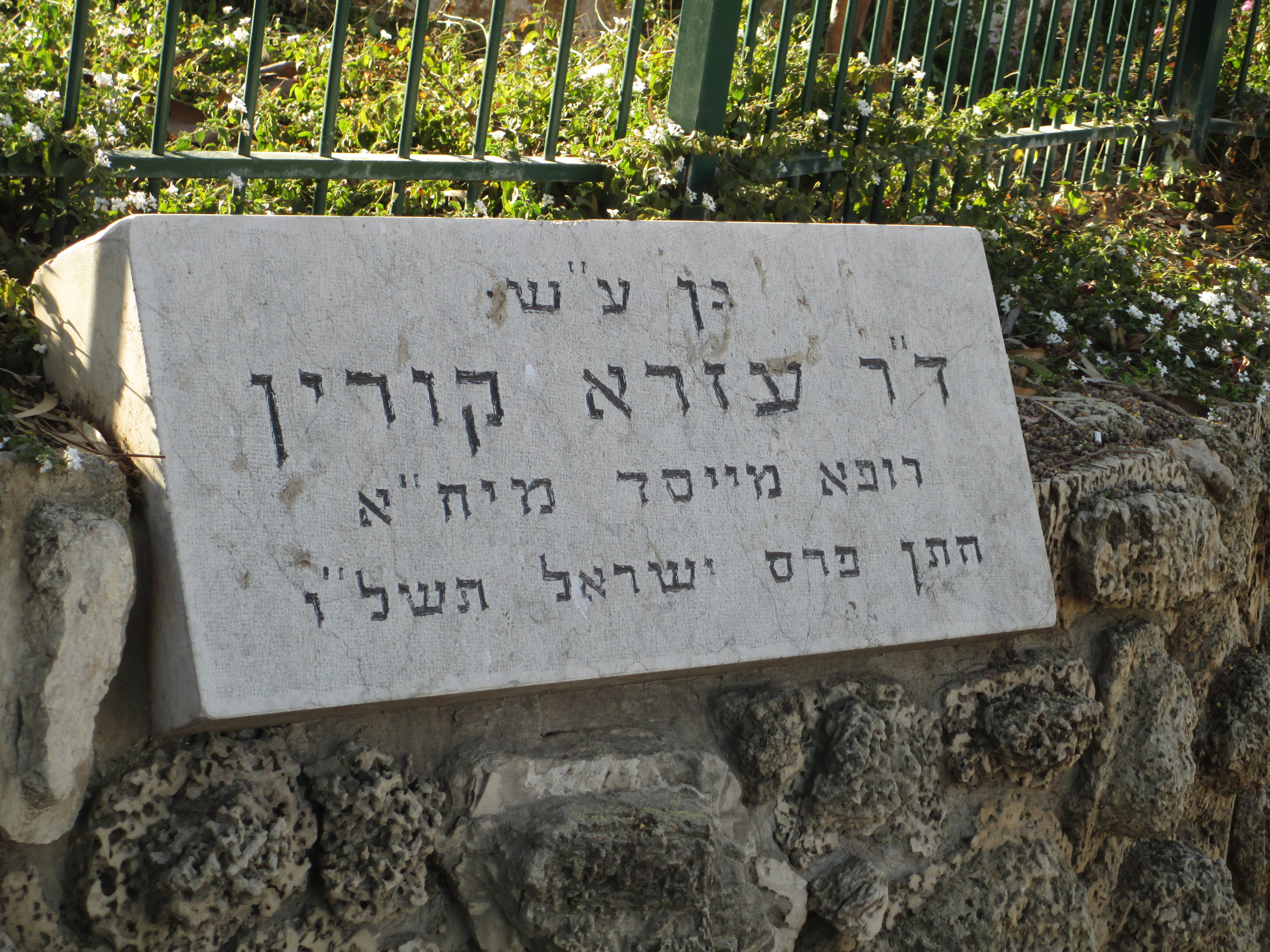
لوحة تذكارية في حديقة الدكتور عزرا كورين في رمات غان

عزرا كورين (بالعبرية: עזרא קורין) (16 يناير 1908 - 22 مارس 1976) طبيب وناشط اجتماعي إسرائيلي، عراقي المولد.
حصل على جائزة إسرائيل في عام 1976 لمساهمته الخاصة في المجتمع والدولة.

## حياته
ولد كورين في بغداد في العراق، حيث درس في مدرسة «أصدقاء إسرائيل» التابعة للاتحاد الإسرائيلي العالمي. ودرس الطب في الجامعة الأمريكية في بيروت تخصص طب الأنف والأذن والحنجرة. وفي عام 1934 عاد إلى العراق، وأنشأ عيادة خاصة في بغداد وانتخب عضوا في لجنة الجالية اليهودية في المدينة. وكجزء من نشاطاته العامة، شارك في القضاء على مرض التراخوما المنتشر بين طلاب المدارس التي تشرف عليها لجنة المجتمع. وأدى هذا النجاح إلى أن تقوم الحكومة العراقية بتطبيق تلك التجربة في المؤسسات التعليمية الحكومية. وبعد المنافسة المتزايدة في مهنة الطب، تعرض لتهديدات وقرر إرسال عائلته إلى إسرائيل، وهاجر هو نفسه إلى إسرائيل عام 1951.
وفي إسرائيل، عمل كطبيب في مستشفى تل هاشومير وألقى محاضرات عن اضطرابات التواصل في جامعة تل أبيب. وأجرى أبحاثا في دراسة أسباب الصمم عند الأطفال، .
وفي عام 1953 كان أحد مؤسسي «المؤسسة التربوية للأطفال الصم والبكم» في تل أبيب ومنطقة وسط إسرائيل، وكرس وقته ودوره لإعادة تأهيل الأطفال ذوي الإعاقة السمعية   .
وبين عامي 1971 و1976، ترأس مؤسسة النهوض بتعليم المهاجرين العراقيين في إسرائيل،  وكان نشطًا أيضًا في منظمة «العمال اليهود العراقيين في إسرائيل». في عام 1955، عينه رئيس الوزراء موشيه شاريت في اللجنة العامة للتحقيق في ممتلكات المهاجرين العراقيين. 

## جوائز
وفي عام 1965، نال جائزة بليسكين في مجال الصحة العامة.
وفي عام 1976 تم الإعلان عن فوزه بجائزة إسرائيل لمساهمته الخاصة في المجتمع والدولة  وتوفي في تل أبيب قبل عدة أسابيع من استلامه الجائزة.
سمي باسمه شارع في تل أبيب وحديقة عامة في مدينة رمات غان.

## روابط خارجية
- عزرا كورين على موقع بيت ميحا